# 캐스케이드 터널

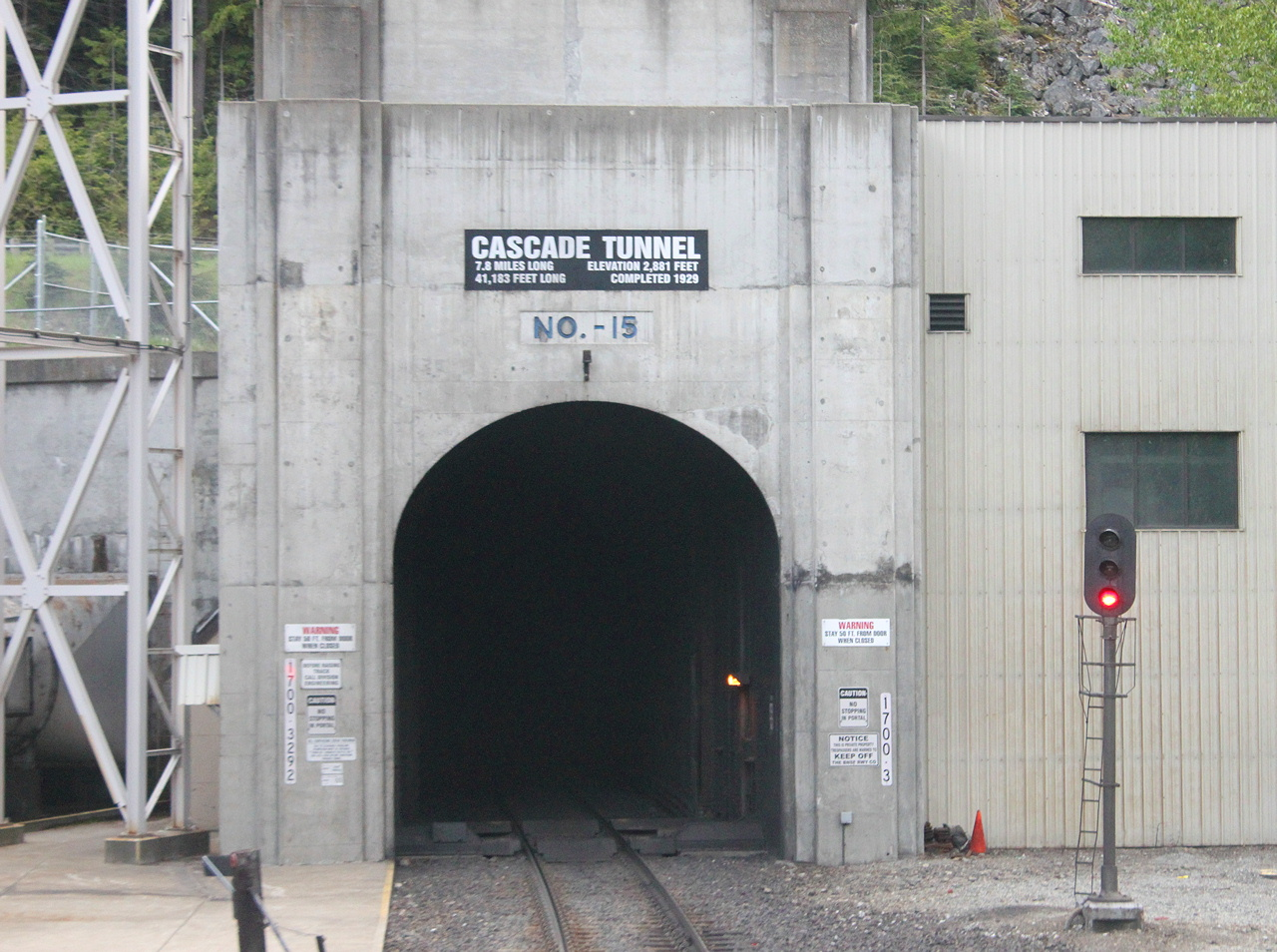
2012년 캐스케이드 터널 동쪽 입구

캐스케이드 터널(Cascade Tunnel)은 두 개의 철도 터널, 즉 원래의 터널과 그 대체 터널을 지칭하며, 미국 태평양 북서부 지역, 시애틀 대도시권 동쪽에 위치한 워싱턴 캐스케이드산맥의 스티븐스 패스에 있다. 에버렛에서 동쪽으로 약 65 마일 (105 km) 떨어져 있으며, 두 입구 모두 미국 국도 제2호선에 인접해 있다. 두 단선 터널 모두 그레이트 노던 철도에 의해 건설되었다.
첫 번째 터널은 길이가 2.63 마일 (4.23 km)였으며, 1900년에 개통되어 8개의 지그재그 (헤어핀 커브)가 있었던 원래 노선의 심한 겨울철 강설로 인한 문제를 피했다. 현재 터널은 길이가 7.8 마일 (12.6 km)이며, 1929년 초에 개통되었으며 원래 터널에서 남쪽으로 약 1.5 마일 (2.4 km) 떨어져 있고 표고는 500 피트 (150 m) 낮다. 현재의 동쪽 입구는 원래 입구에서 동쪽으로 거의 four 마일 (6.5 km) 떨어져 있으며, 해수면 위 2,881 피트 (878 m)에 위치하고 패스보다 1,180 피트 (360 m) 낮다. 이 터널은 동쪽의 첼랜군에 있는 베른과 서쪽의 킹군에 있는 시닉 핫스프링스를 연결하며, 미국에서 가장 긴 철도 터널이다.

## 역사

### 원래 터널

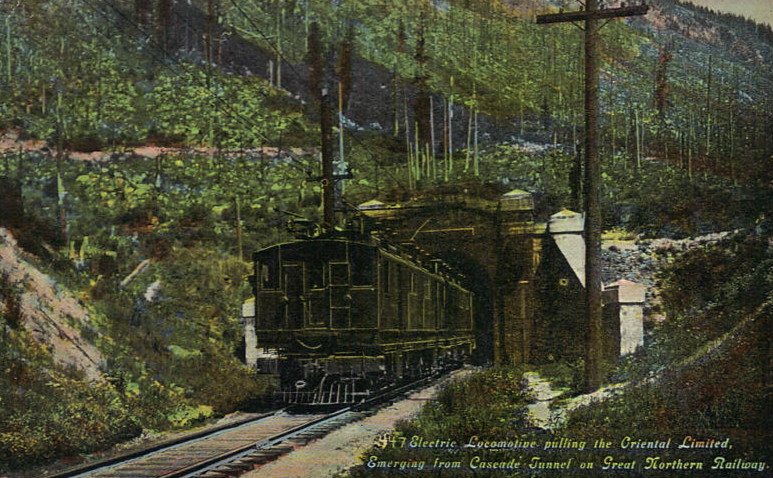
1918년 옛 터널에서 나오는 오리엔탈 리미티드. 열차는 그레이트 노던 박스캡 (3상) 기관차에 의해 견인되었다.

첫 번째 터널 건설은 1897년 8월 20일에 시작되어 1900년 12월 20일에 완료되었다. 터널 길이는 2.6 마일 (4.2 km)였다. 존 프랭크 스티븐스는 임시 스위치백 노선(1893년 개통, 최대 4% 경사)과 첫 번째 캐스케이드 터널의 수석 엔지니어였다. 터널 위에 위치한 스티븐스 패스는 그의 이름을 따서 명명되었다.
터널은 석탄 연소 증기 기관차에서 발생하는 연기 문제에 시달렸다. 터널은 동쪽으로 1.7% (1:58.8)의 경사로 건설되었는데, 이는 최대 경사 2.2%에 너무 가까웠다. 노선의 급경사 때문에 기관차는 언덕을 오르기 위해 힘을 내야 했고, 따라서 더 많은 석탄을 태워 터널 안에 엄청난 연기가 발생했다. 터널은 전철화되었으며, 1909년 7월 10일에 프로젝트가 완료되어 문제가 해결되었다. 사용된 특이한 시스템은 르번 바로 서쪽의 웨나치 강에 있는 5 MW (6,700 hp) 수력 발전소에서 공급되는 3상 AC, 25 Hz에서 6.6 kV였다. 터널 구간만 전철화되었다. 터널 구간은 4.0 route 마일 (6.4 km) 또는 6.0 track 마일 (9.7 km) 길이이며 터널 내에서 1.7%의 경사였다.
이 구간의 동력은 아메리칸 로코모티브 컴퍼니가 공급한 4대의 그레이트 노던 박스캡 (3상) 기관차로 구성되었다. 이들은 제너럴 일렉트릭의 전기 장비를 사용했으며, 1,500 마력 (1,100 kW)의 출력과 각각 115 쇼트톤 (104 t)의 무게를 가졌다. 처음에는 기관차 세 대가 연결되어 15.7 mph (25.3 km/h)의 일정한 속도로 열차를 견인했지만, 더 큰 열차에 네 대의 기관차가 필요했을 때 모터는 종속 연결(캐스케이드 제어)되어 전원 공급 과부하를 피하기 위해 속도가 7.8 mph (12.6 km/h)로 절반으로 줄었다. 컨설팅 엔지니어 캐리 T. 허친슨은 1909년에 이 시스템에 대한 상세한 설명을 발표했다.
이 터널은 여전히 이 지역의 눈사태에 시달렸다. 1910년 3월 1일, 원래 2.6 마일 (4.2 km) 길이의 캐스케이드 터널 서쪽 입구 근처에 위치한 웰링턴(재해 이후 타이로 개명)에서 발생한 눈사태로 96–101명이 사망했는데, 이는 미국 역사상 가장 치명적인 눈사태 재해였다. 이 재해로 인해 현재 터널 건설이 촉발되었다.
옛 터널은 새로운 더 길고 낮은 터널이 개통된 후 1929년에 폐쇄되었다. 2007~2008년 겨울 동안 지붕 일부가 무너져 터널 내에 잔해 댐이 형성되어 고인 물과 천장 잔해로 인해 보행자가 통행할 수 없게 되었다. 불확실한 미래 동안 옛 터널 서쪽에서 0.5 mi (0.80 km) 거리 이내에 접근하지 말라는 경고가 발령되었다.

### 현재 터널

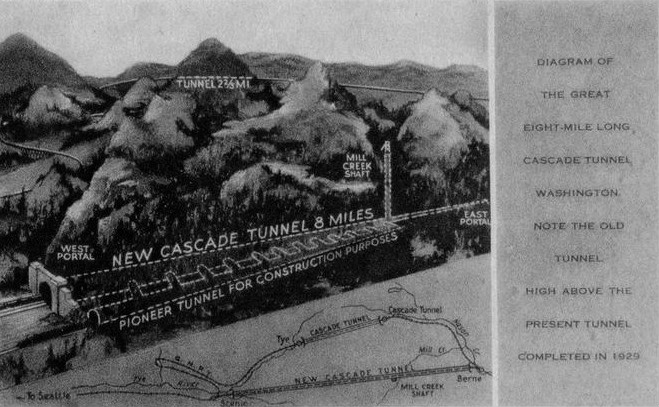
그레이트 노던 철도의 옛 터널과 새 터널 그림 엽서

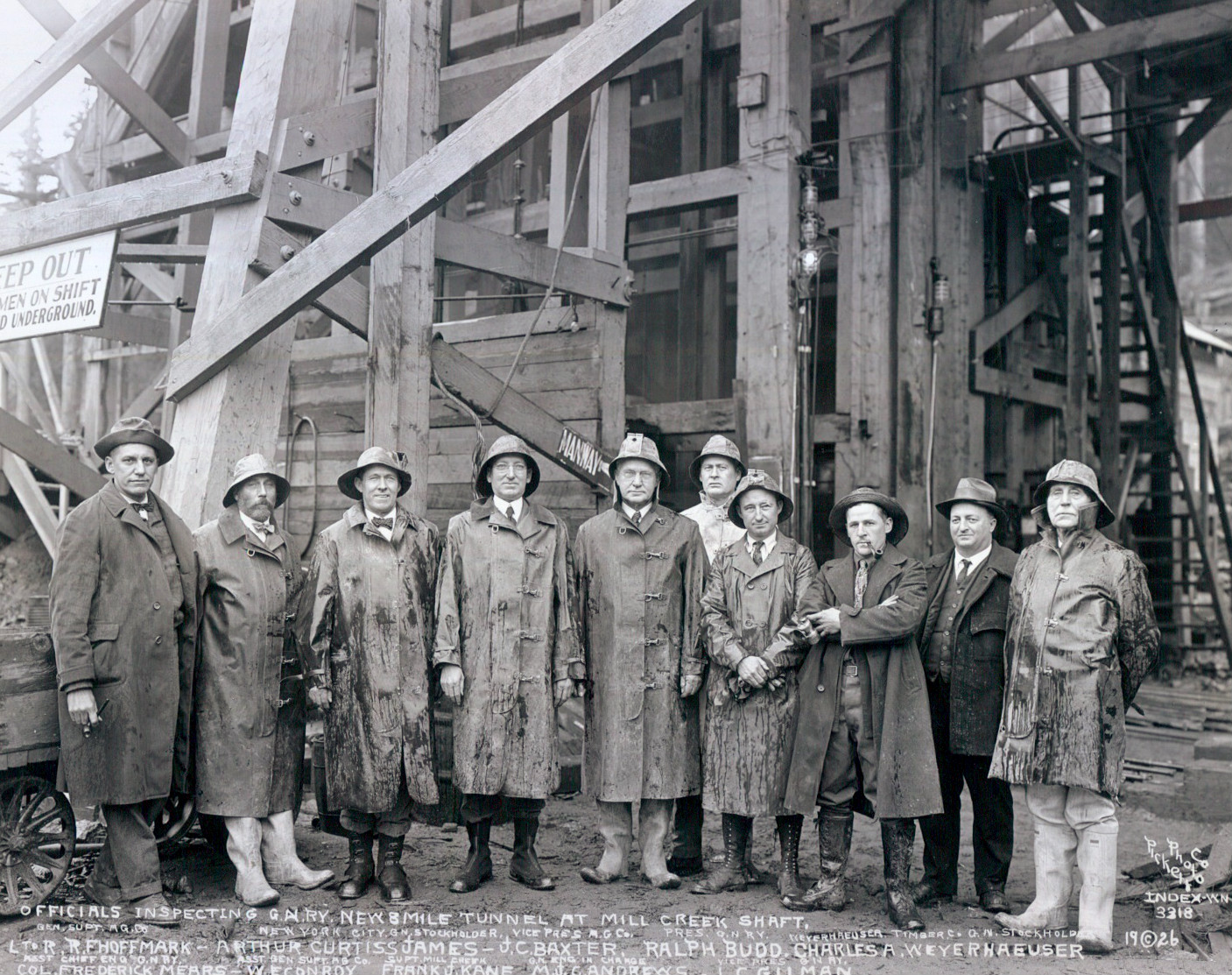
밀 크리크 수갱의 철도 관계자들. 산 내부에서 바깥쪽으로 굴착 작업이 진행되도록 했다.

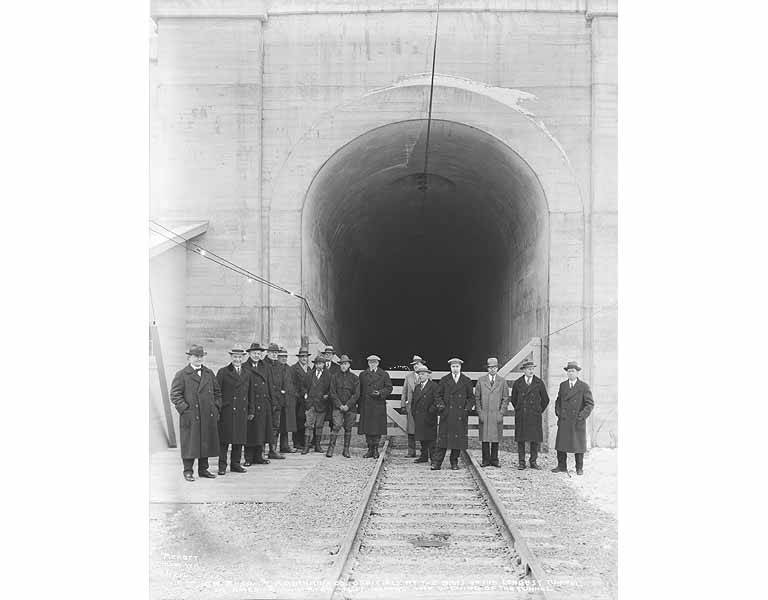
새 터널 개통식, 1929년 1월 12일

새로운 캐스케이드 터널은 1929년 1월 12일에 개통되었다. 새 노선은 스카이코미쉬와 웨나치 사이에 72.9 route mi (117.3 km) 또는 93.2 route 마일 (150.0 km)가 전철화되었다. 최고 경사는 여전히 2.2%였지만, 2% 이상의 경사 구간이 21 마일 (34 km) 제거되었다. 노선 길이는 8.7 마일 (14 km) 단축되었고, 최고 표고는 3,382 피트 (1,031 m)에서 2,881 피트 (878 m)로 502 피트 (153 m) 낮아졌다.
새 터널은 1925년 12월에 착공되어 세인트폴의 A. 구스리가 3년여 만에 건설했다. 목표는 1928~1929년 겨울까지 완공하여 노후화된 눈막이 집의 추가 유지보수를 피하는 것이었다. 프로젝트 관리자이자 엔지니어인 프레더릭 미어스가 프로젝트 완수를 책임지도록 배정되었다.
새 터널이 건설되는 동안 그레이트 노던은 새로운 전기 기관차 5대를 인도받았다. 새로운 기관차는 모터-제너레이터가 DC 견인 전동기에 전력을 공급했으며, 단상 AC 공급은 두 개가 아닌 하나의 가공 도체만 필요로 했다. 따라서 그레이트 노던은 기존 노선 21 마일 (34 km)를 단상(11kV, 25Hz) AC로 재전철화했으며, 여기에는 새 터널 완공 시 폐지될 8 마일 (13 km)도 포함되었고, 옛 노선의 짧은 나머지 구간에는 증기 기관차를 사용했다.
1927년 3월 5일, 3상 전철화가 폐지되었고, 새로운 기관차는 스카이코미쉬와 옛 터널 동쪽 입구 사이에서 운행을 시작했다. 동쪽 방향 2,500 쇼트톤 (2,300 t) 열차의 운행 시간은 4시간에서 3,500 쇼트톤 (3,200 t) 열차의 1시간 45분으로 단축되었다. 더욱이, 처음으로 회생 전력을 다른 열차에 사용하거나 전력 회사로 다시 보낼 수 있게 되었다(회생 제동으로 인한 전력은 이전에 발전소의 수냉 저항기에서 소산되었다).
2년 후, 새 터널이 개통되었다. 이 터널은 1989년 마운트 맥도널드 터널이 브리티시컬럼비아에서 완공될 때까지 미주 대륙에서 가장 긴 철도 터널이었으며, 그 후 캐스케이드 터널은 두 번째로 긴 터널이 되었다.
전철화는 1956년에 디젤 배기가스를 제거하기 위해 환기 시스템이 설치된 후 철거되었다.
1996년 4월 4일, 동쪽 입구의 문이 제대로 열리지 않은 후 동쪽으로 향하던 화물 열차가 문을 뚫고 지나갔다. 부상자는 없었지만, 파손된 문으로 인해 시애틀 지역에서 교체 문을 가져오는 동안 몇 일 동안 운행이 지연되었다.

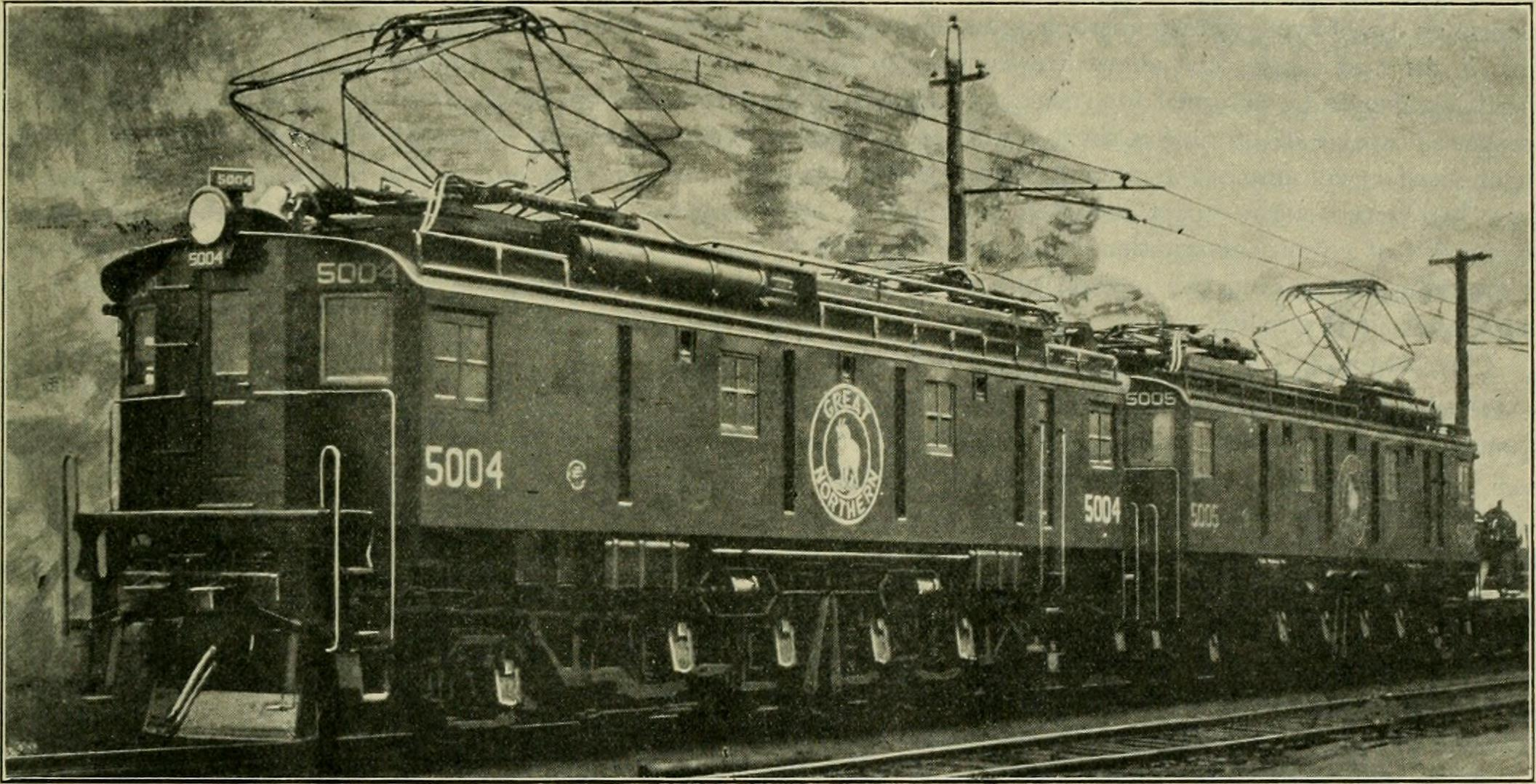
새로운 캐스케이드 터널에 사용된 기관차 중 하나인 그레이트 노던 Z-1

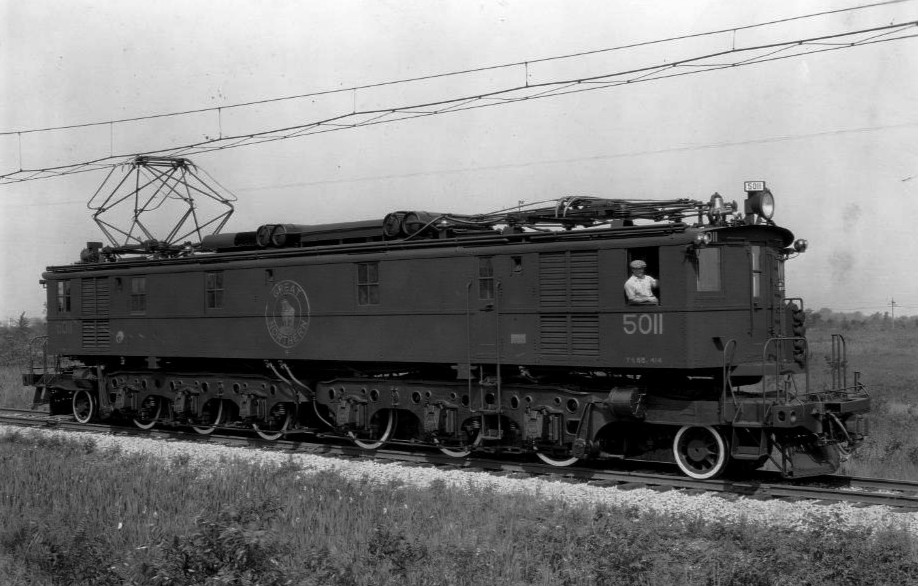
현재 터널에 사용된 또 다른 기관차인 그레이트 노던 Y-1

## 운영

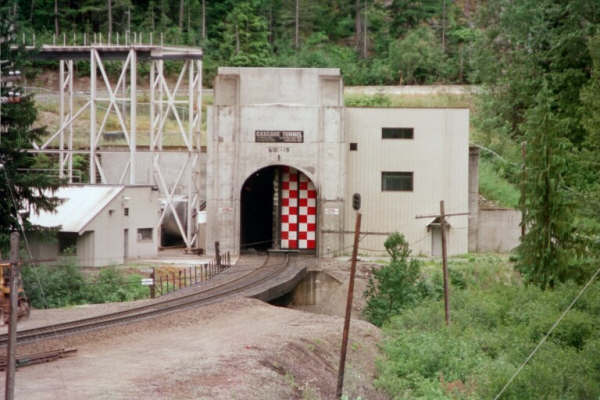
동쪽 입구 문 열차 통과를 위해 열리는 모습

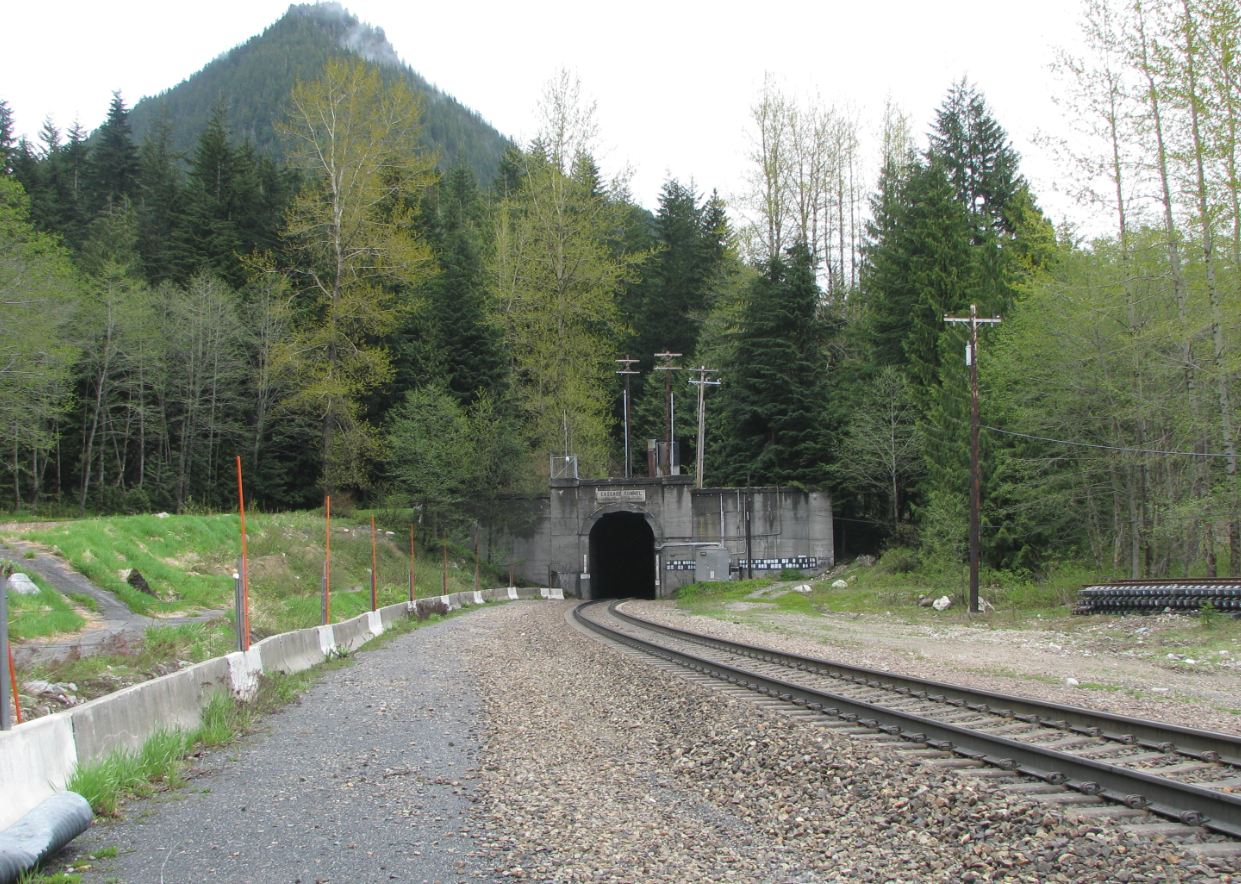
2011년 서쪽 입구

현재 캐스케이드 터널은 전면 가동 중이며 BNSF 철도로부터 정기적인 유지보수를 받고 있다. 새로운 노선은 베른과 시닉 핫스프링스 사이를 직선으로 연결하는 터널이다. 현재 시애틀과 웨나치 사이의 BNSF 시닉 서브디비전의 일부이며, 암트랙의 엠파이어 빌더가 이 터널을 통과한다. 안전 및 환기 문제 때문에 이 터널은 철도가 시애틀에서 스포캔까지 이 노선으로 운행할 수 있는 열차 수에 제한 요인이다. 현재 제한은 하루 28대이다. 터널 통과 속도는 여객 열차의 경우 30 마일 매 시 (48 km/h), 화물 열차의 경우 25 마일 매 시 (40 km/h)이다.
이 터널의 경사는 서쪽에서 동쪽으로 상승하는 1.565% (1:64)이다. 스카이코미쉬 마을에서 서쪽으로 2.2%의 경사가 있다. 가장 최근에는 터널 내부의 통신 자산과 궤도 구간이 개선되었다.

### 환기 운영
터널 길이가 길기 때문에 내부 공기를 호흡 가능하게 유지하고 과도한 매연 문제를 줄이기 위해 특이한 시스템이 사용된다. 열차가 터널 서쪽 입구로 진입하면 동쪽 입구의 빨간색과 흰색 체크무늬 문이 닫히고 고출력 팬이 두 번째 입구를 통해 시원한 공기를 불어넣어 디젤 엔진을 돕는다. 열차가 터널 안에 있는 동안에는 압력 문제를 피하기 위해 팬은 출력을 낮춰 작동한다. 열차가 터널 출구에서 0.5 마일 (1 km) 거리에 있으면 문이 열리기 시작한다.
열차가 터널을 통과하면 문은 다시 닫히고 팬은 다음 열차가 통과하기 전에 20~30분 동안 최대 출력으로 작동하여 터널 내 배기가스를 제거한다. 반대 방향에서는 열차가 0.6 마일 (1 km) 거리에 있을 때 문이 열린다. 팬은 두 개의 800 마력 (600 kW) 전기 모터로 구동되며, seven 마일 (11 km) 길이의 터널 내 공기를 20분 안에 정화한다. 현재 열차 승무원은 팬 고장이나 터널 내 열차 정지 시 사용할 휴대용 호흡기를 휴대한다. 또한 터널 내 위치에 따라 1,500–2,500 피트 (460–760 m) 간격으로 비상/안전 스테이션이 배치되어 있어 환기/기타 고장 시 사용할 추가 공기 탱크와 장비를 제공한다.
터널 문은 동쪽 입구 근처에 있는 절대 신호로 보호된다. 서쪽에서는 이중 점멸 월광 신호가 동쪽으로 향하는 열차에게 터널 팬이 작동 중임을 나타낸다.

## 같이 보기
- 플랫헤드 터널, 몬태나주에 위치하며 그레이트 노던이 건설한 활성 터널
- 그레이트 노던 W-1, 캐스케이드 터널 노선에 사용된 대형 전기 기관차
- 터널 목록
- 모팻 터널, 콜로라도주의 유사한 철도 터널
- 마운트 맥도널드 터널, 브리티시컬럼비아주의 유사한 철도 터널
- 오티라 터널, 뉴질랜드의 유사한 특성을 가진 터널
- 스노퀄미 터널, 스노퀄미 패스 근처의 밀워키 로드(비활성, 현재 레일 트레일)
- 스탬피드 터널, 스탬피드 패스의 노던 퍼시픽

## 참고 자료
- 틀:1922 Locomotive Cyclopedia
- 캐스케이드 터널 (1부) (1929년 6월 14일), “캐스케이드 터널 : 그레이트 노던 철도, U.S.A (No.I)” (PDF), 《디 엔지니어》 147: 644–646
- 캐스케이드 터널 (2부) (1929년 6월 21일), “캐스케이드 터널 : 그레이트 노던 철도, U.S.A (No.II)” (PDF), 《디 엔지니어》 147: 672–674
- 캐스케이드 터널 (3부) (1929년 6월 28일), “캐스케이드 터널 : 그레이트 노던 철도, U.S.A (No.III)” (PDF), 《디 엔지니어》 147: 698–700
- 호트, F. J. G. (1969). 《전기 기관차의 역사》. 런던: 조지 앨런 앤드 언윈 Ltd. ISBN 004-385042-1.
- 틀:Hidy-Great Northern
- 허친슨, 캐리 T. (1909). 《캐스케이드 터널의 그레이트 노던 철도 회사 전기 시스템》. 《미국 전기 기술자 협회 회보》 28. 1409–1447쪽. doi:10.1109/PAIEE.1909.6660192. S2CID 51673934.
- 레그, 존 F. “UCRS-참조 (GN 스티븐스 패스)”. 2005년 3월 14일에 원본 문서에서 보존된 문서. 2005년 2월 25일에 확인함.
- 미들턴, 윌리엄 D. (1974). 《증기 철도가 전철화되었을 때》. 칼름바흐 북스. ISBN 0-89024-028-0.
- 로, 조앤 (1995). 《스티븐스 패스》. 시애틀, WA: 더 마운티니어스. ISBN 0-89886-371-6.
- 우드, 찰스; 우드, 도로시 (1989년 6월 1일). 《그레이트 노던 철도》. 퍼시픽 패스트 메일. ISBN 978-0-915713-19-6.